# 禁断の果実

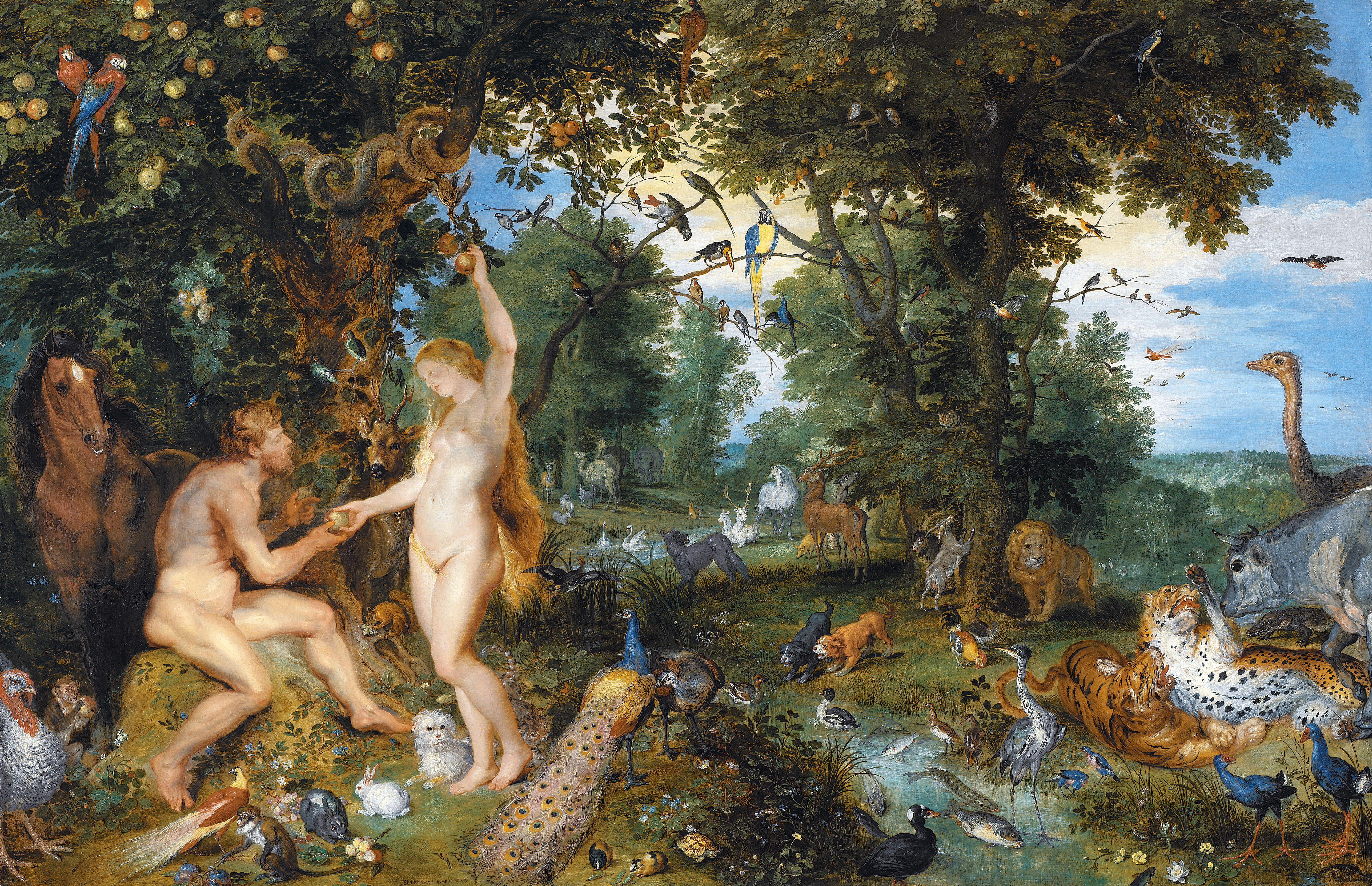
『人間の堕落のあるエデンの園』（ルーベンス、ヤン・ブリューゲル画）

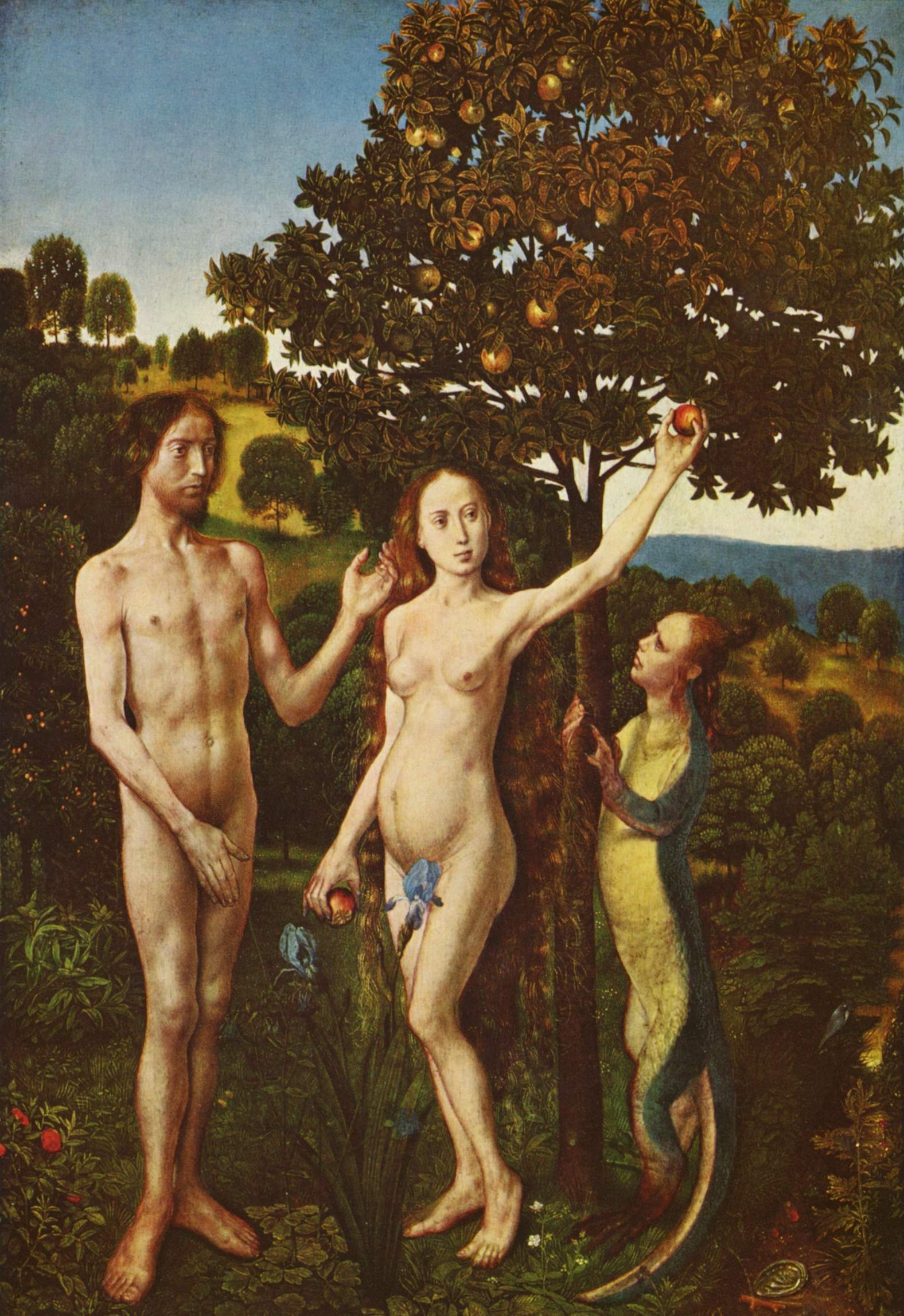
人間の堕落（フーゴー・ファン・デル・グース画）

禁断の果実（きんだんのかじつ、Forbidden fruit）とは、それを手にすることができないこと、手にすべきではないこと、あるいは欲しいと思っても手にすることは禁じられていることを知ることにより、かえって魅力が増し、欲望の対象になるもののことをいう。
メタファーとしての「禁断の果実」という語句は、旧約聖書の『創世記』をもとにしている。創世記では、禁断の果実とは、善悪の知識の木の果実を指す。アダムとイヴはエデンの園にある果樹のうち、この樹の実だけは食べることを禁じられるが、イヴはヘビにそそのかされてこの実を食べ、アダムにも分け与える（イブが先と書くのは旧約聖書においてであり、イスラム教のクルアーンにおいてはどちらが先に口にしたかは書かれていない）。この果実を口にした結果、アダムとイブの無垢は失われ、裸を恥ずかしいと感じるようになり局部をイチジクの葉で隠すようになる。これを知った神は、アダムとイブを楽園から追放した。彼らは死すべき定めを負って、生きるには厳しすぎる環境の中で苦役をしなければならなくなる。

## 果実の種類

### 西ヨーロッパ
禁断の果実はしばしばリンゴとされるが、これはラテン語で「善悪の知識の木」の「悪」の部分にあたる「malus」の誤読からきている。「malus」は「邪悪な」を意味する形容詞だが、リンゴも同じ綴りであるため、取り違えてしまったか、二重の意味が故意に含まれていると読み取ってしまったものとされる。創世記2章17節の「善と悪の知識の木」の部分は、ヴルガータ（標準ラテン語訳聖書）では「de ligno autem scientiae boni et mali」となる（mali は malus の属格）。
人間ののどにある喉頭は、特に男性の場合は喉頭隆起（喉仏）として目立っているが、西欧各国語ではこれを「アダムのリンゴ」と呼ぶ。これはアダムが禁断の果実を飲み込もうとして引っかかったことから来ているとされる。
キリスト教徒の中には、イチジクであると考えるものもいるが、これはアダムとイブが陰部をイチジクの葉で隠すようになったという記述から来ている（イチジクの樹は、創世記の中でも特に名指しで描かれている）。イチジクは長年、女性の性的特質のシンボルとされており、イタリア・ルネサンスの時期には、イチジクが描かれたこともあった。イチジクを禁断の果実として描いた作品の中で有名なものには、ミケランジェロが手がけたシスティーナ礼拝堂天井画がある。

### 東ヨーロッパとユダヤ教
一方、東欧のスラブ語圏では、ブドウとされる事が多い。ユダヤ教神秘思想の書籍『ゾーハル』でも、禁断の木の実をブドウとしている。
スラブ語の中にはトマトを、「rajčica（rajとは楽園を意味する）」や「paradajz」など、楽園に関連する語で呼ぶ場合もあり、これを禁断の果実だとする地域もある。トマトは新世界からの渡来当初、毒のある実だとみなされていたこともあり、実際に「禁じられた果実」であったことがこの説の傍証ともされている。
ユダヤ教の律法学者の間での伝統では、コムギとしていた。ヘブライ語では「khitah」と表記し、罪を意味する「khet」に通じるというのが理由である。また、リンゴ以前から親しまれ、西アジア原産の果物でもあるマルメロだとする人々もある。
その他、バナナ、ザクロ、キャロブ、シトロン、ナシ、ダチュラなどが「禁断の果実」の可能性がある果物に挙げられる。

### イスラーム
イスラームにおいて、禁断の木の実が地上のどの木の実に相当したかは明確にされない。
（それからアーダムに仰せられた。） 「アーダムよ、あなたとあなたの妻は楽園に住み、随所であなたがた（の好むものを）食べなさい。只この樹に近付いて不義を犯してはならない。」その後悪魔〔シャイターン〕はかれらに囁き、今まで見えなかった恥かしいところを、あらわに示そうとして言った。「あなたがたの主が、この樹に近付くことを禁じられたのは、あなたがたが天使になり、または永遠に生きる（のを恐れられた）からである。」そしてかれは、かれら両人に誓っ（て言っ）た。「わたしはあなたがたの心からの忠告者である。」こうしてかれは両人を欺いて堕落させた。かれらがこの木を味わうと、その恥ずかしい処があらわになり、2人は園の木の葉でその身を覆い始めた。その時主は、かれらに呼びかけて仰せられた。「われはこの木をあなたがたに禁じたではないか。また悪魔〔シャイターン〕は、あなたがたの公然の敵であると告げたではないか。」—クルアーン『高壁章』第19-22節（日本ムスリム情報事務所 聖クルアーン日本語訳）

## メタファーとして
「禁断の果実」という語は、不法・不道徳・不義の快楽や耽溺を表すメタファーとして使われる。特に、人間の性に関連する快楽に関連付けられる。
リンゴを性や原罪のメタファーとする解釈もあるが、創世記でイブとアダムを神が創造する場面（1章28節）で彼らに対して最初に「産め、増やせ、」とよびかけていること、男から女を作った際の言葉（2章24節）では「これによって男は父母から離れて妻と結ばれ一体になる」と述べていることから、最初から性や親子関係が想定されていたとして批判する意見もある。